# Prix Newton Lacy Pierce en astronomie
Le prix Newton Lacy Pierce en astronomie est remis chaque année par l'Union américaine d'astronomie (AAS) à un jeune astronome (moins de 36 ans) pour le récompenser de ses recherches significatives dans le champ de l'observation astronomique.

## Lauréats
- 1980 : Jack Baldwin
- 1981 : Bruce Margon
- 1982 : Marc Davis
- 1983 : Alan Dressler
- 1984 : Marc Aaronson, Jeremy R. Mould
- 1985 : Richard G. Kron
- 1986 : Reinhard Genzel
- 1987 : Donald E. Winget
- 1988 : Sallie L. Baliunas
- 1989 : Harriet Dinerstein
- 1990 : Kristen Sellgren (en)
- 1991 : Kenneth G. Libbrecht (en)
- 1992 : Alexei Filippenko
- 1993 : Arlin P. S. Crotts
- 1994 : pas de remise de prix cette année-là
- 1995 : Andrew McWilliam
- 1996 : Michael Strauss (en)
- 1997 : Alyssa A. Goodman
- 1998 : Andrea Ghez
- 1999 : Dennis F. Zaritsky
- 2000 : Kirpal Nandra (en)
- 2001 : Kenneth R. Sembach (en)
- 2002 : Amy Barger
- 2003 : Xiaohui Fan (en)
- 2004 : Niel Brandt (en)
- 2005 : Andrew Blain (en)
- 2006 : Bryan Gaensler (en)
- 2007 : Pas de remise de prix cette année-là
- 2008 : Lisa Kewley
- 2009 : Joshua Bloom (en)
- 2010 : Tommaso Treu
- 2011 : Gáspár Bakos
- 2012 : John A. Johnson
- 2013 : Jason Kalirai
- 2014 : Nadia L. Zakamska (en)
- 2015 : Heather A. Knutson (en)
- 2016 : Karin I. Öberg
- 2017 : Evan Kirby
- 2018 : Caitlin Casey
- 2019 : Daniel R. Weisz
- 2020 : Emily Levesque
- 2021 : Courtney Dressing
- 2022 : Erin Kara
- 2023 : Renee Ludlam